# کلروفاسینون
کلروفاسینون (به انگلیسی: Chlorophacinone) با فرمول شیمیایی C۲۳H۱۵ClO۳ یک ترکیب شیمیایی با شناسه پاب‌کم ۱۹۴۰۲ است. که جرم مولی آن ۳۷۴٫۸۲ g/mol می‌باشد. 